# Gruziński Państwowy Uniwersytet Teatru i Kina
Gruziński Państwowy Uniwersytet Teatru i Kina im. Szoty Rustaweli – radziecka (działająca jako Gruziński Instytut Teatralny im. S. Rustaweli, ros. Грузинский театральный институт им. Ш. Руставели), następnie gruzińska uczelnia publiczna w Tbilisi.
Za datę powstania uczelni przyjmuje się rok 1939.